# Diamantoví psi (film)
Diamantoví psi (v originále Diamond Dogs) je kanadsko-čínsko-americký akční film z roku 2007, který režíroval Samuel Dolhasca a Dolph Lundgren (ten také ve filmu hrál, ale jeho režie není v titulcích uvedena). Film byl vydán přímo na DVD ve Spojených státech 29. dubna 2008.

## Děj
Příběh se točí kolem skupiny amerických lovců pokladů, kteří najmou žoldáka Xandera Ronsona (Lundgren), aby jim dělal průvodce a ochránce při hledání vzácného buddhistického artefaktu hluboko v čínské divočině. Musí však překonat mnohem víc, než očekávali, když se setkají tváří v tvář s ruskými žoldáky, kteří hledají stejný artefakt.

## Obsazení
- Dolph Lundgren jako Xander Ronson
- Yu Nan jako Anika
- Xue Zuren jako Ang Shaw
- William Shriver jako Chambers
- Raicho Vasilev jako Žukov
- Zhang Chunnian jako Eye Patch